# Катина, Елена Сергеевна
Еле́на Серге́евна Ка́тина (род. 4 октября 1984, Москва) — российская исполнительница, автор песен и бывшая солистка поп-группы t.A.T.u. C 2009 года участвует в международном сольном проекте Lena Katina.

## Ранние годы
Отец — Сергей Катин, создатель, музыкант и автор песен группы «Дюна». В настоящее время Сергей Катин занимается бизнесом, связанным с виниловыми пластинками. Мать — Инесса Всеволодовна Катина. Есть младшая сестра Екатерина. Бабушка по линии отца — художница Ася Никитична Катина (1936).
Родители развелись, и Лена воспитывалась матерью и отчимом. С четырёх лет Лена посещала спортивные секции и музыкальные кружки. С восьми лет училась в музыкальной школе по классу фортепиано. В 10 лет начала выступать в детском ансамбле «Авеню», где пела в течение трёх лет. Затем Лена перешла в вокально-инструментальный ансамбль «Непоседы», где её подругой стала Юля Волкова. Катина покинула ансамбль в 14 лет в связи с возрастными ограничениями в «Непоседах».

## Карьера

### 1999—2009: в составе группы «Тату»
В 1999 году по результатам кастинга, организованного рекламным агентом Иваном Шаповаловым, Лена попала в музыкальный проект, вскоре получивший название «Тату». При участии композитора Александра Войтинского были записаны песни «Югославия» и «Зачем я». Позже по результатам дополнительного кастинга в проект была зачислена и 14-летняя Юля Волкова.
Первый сингл группы «Тату» под названием «Я сошла с ума», вышедший в декабре 2000 года, стал хитом сначала в СНГ, а после перевода песни на английский язык — и в мире. Вспоминая запись этой песни, Катина говорила: «У меня тогда были проблемы с дикцией, поэтому Шаповалов на первых порах заставлял меня петь с пробкой во рту — чтобы челюсть как-то разработалась».
Окончив школу в 2001 году, Лена поступила в Московский гуманитарно-экономический институт на факультет психологии, который заочно окончила в 2007 году.
В 2006 году дуэт Лены и Юли начал выкладывать видео из своей жизни в интернете.
В марте 2009 года менеджмент группы «Тату» заявил, что солистки прекращают работу в группе в режиме «full time» и начинают свои сольные карьеры, а в январе 2011 года на премьере фильма «Ты и я» в Москве участницы коллектива заявили об окончательном распаде группы.
В 2009 году Лена перенесла операцию в клинике Стэнфордского университета (Пало-Альто), где ей сделали лазерную коррекцию зрения.

### Сольная карьера

#### 2009—2013

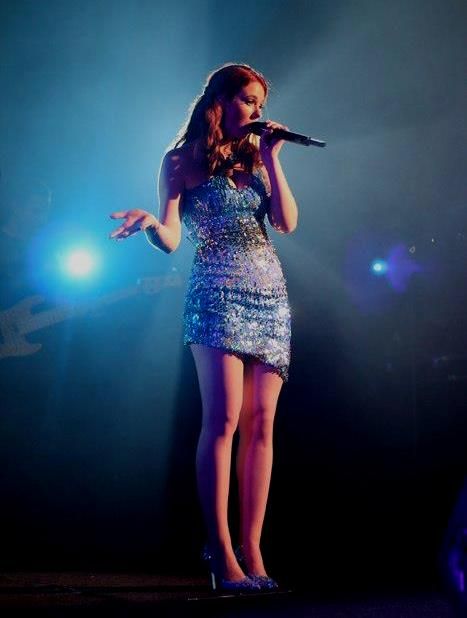
Лена Катина выступает в Санкт-Петербурге в 2012 году

С апреля 2009 года Катина начала свою сольную карьеру в интернациональном музыкальном проекте «Lena Katina», переехав жить из Москвы в Лос-Анджелес. Лена перепела старые хиты «Тату» и записала новые песни. 11 сентября открылся официальный сайт Лены.
30 мая 2010 года состоялось первое сольное выступление Лены Катиной в клубе «Troubadour» в Лос-Анджелесе. 12 июня Лена выступила на американском фестивале «PrideFest», поддерживающем ЛГБТ-культуру, в Милуоки.
19 сентября 2011 года состоялась премьера песни Лены Катиной «Waiting» в программе «Попутчики» на радиостанции «Эхо Москвы». 28 сентября 2011 года мексиканская группа «Belanova» при участии Лены Катиной выпустила видео на совместную песню «Tic Toc». 26 октября Лена выступила на церемонии «Lunas del Auditorio Awards в Мексике». 13 декабря Лена дала свой первый благотворительный онлайн-концерт на «FanKix», все собранные средства от которого были перечислены в японский фонд «Ashinaga», оказывающий поддержку детям, пострадавшим во время стихийного бедствия в Японии 11 марта 2011 года. На этом концерте певица презентовала песню «Keep on Breathing» (с англ. — «Продолжай дышать»), которую она посвятила пострадавшим во время катастрофы в Японии 11 марта 2011 года. Впоследствии эта композиция вошла в саундтрек к фильму «Привычка расставаться».

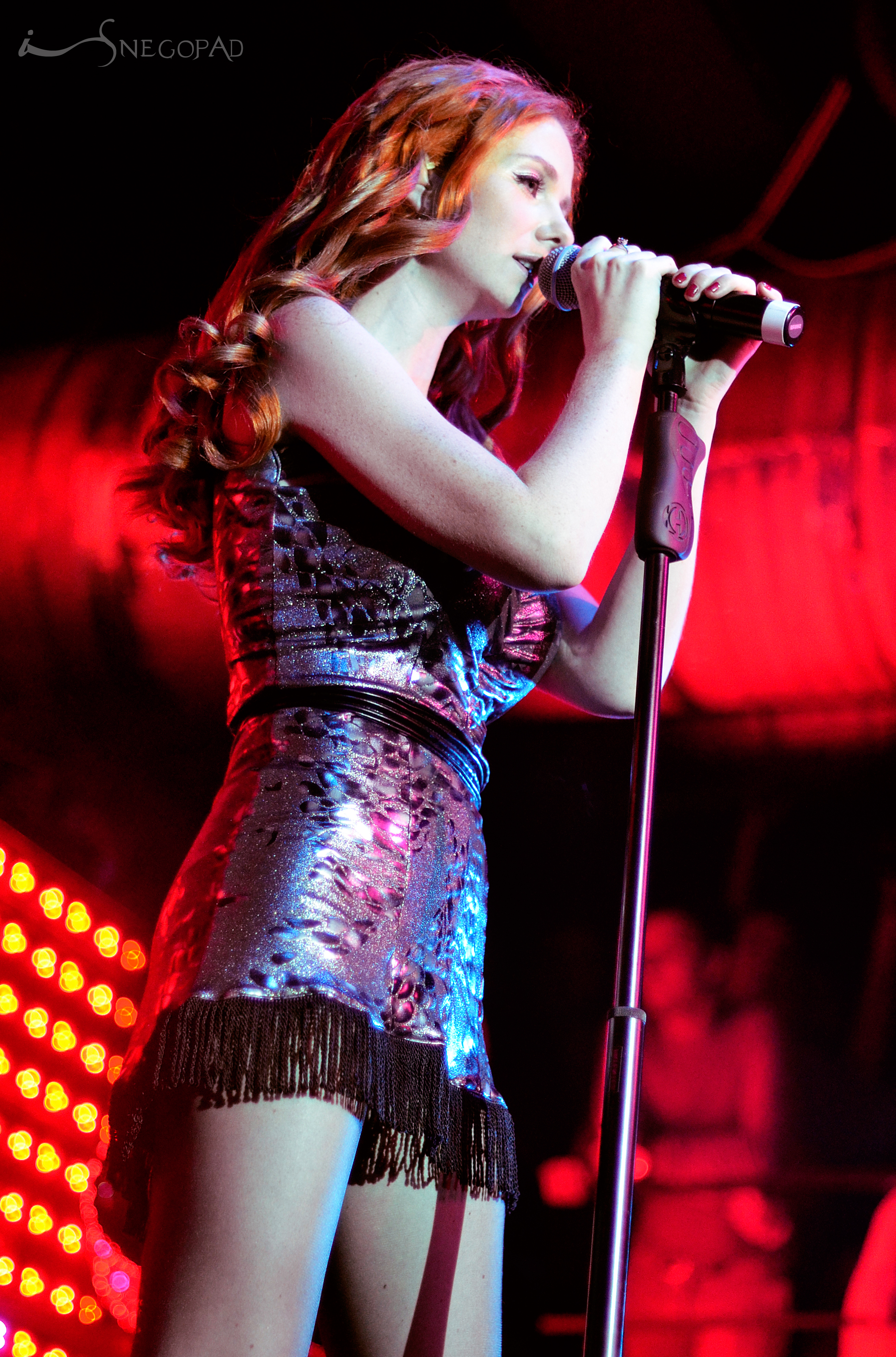
Лена Катина на сольном концерте в Москве (2013 год)

28 апреля 2012 года ремикс Dave Audé на песню «Never Forget» возглавил общеамериканский музыкальный чарт «Billboard Dance/Club Play Songs». Подобного успеха из исполнителей родом из СНГ добилась лишь группа «Тату». 5 мая 2012 состоялась премьера клипа дуэта немецкого музыканта Кларка Оуэна и Лены Катиной на песню «Melody». 29 сентября Лена Катина дала концерт в Санкт-Петербурге на Международном фестивале квир-культуры «Квирфест-2012». Здесь Лена впервые публично исполнила песню «Югославия», посвятив её первому продюсеру и создателю группы «Тату» Ивану Шаповалову. 30 сентября состоялась премьера песни «Shot» в дуэте с российским рэпером T-killah на радиостанции Love Radio. 24 октября состоялась премьера песни «Paradise», записанной совместно с российским композитором Сергеем Галояном. 31 октября Лена Катина выступила с 15-минутным концертом в Западном Голливуде (Лос-Анджелес, США) в рамках крупнейшего в мире карнавала, посвящённого Хэллоуину. 11 декабря Лена Катина, впервые за более чем 3 года, воссоединилась со своей бывшей коллегой Волковой для совместного выступления в Бухаресте (Румыния) на телешоу «Голос» в поддержку юбилейного переиздания альбома 200 km/h In the Wrong Lane (10th Anniversary Edition).
14 апреля 2013 года на официальном канале на YouTube певца T-Killah состоялась премьера клипа на песню «Я буду рядом» («Shot»), в дуэте с Леной Катиной. 24 сентября состоялась премьера синглов «Lift Me Up» и «Levantame» на английском и испанском языках. 1 октября состоялась премьера клипа «Lift Me Up». В том же месяце Лена Катина вместе с Юлией Волковой снялась в рекламном ролике шоколадных батончиков Snickers, который транслировался в Японии.

#### 2014—2017:This Is Who I AmиEsta Soy Yo
7 февраля 2014 года Лена Катина и Юля Волкова воссоединились для выступления на открытии XXII Зимних Олимпийских игр в Сочи. Однако 17 февраля Лена сделала официальное заявление об окончательном распаде группы по причине неразрешимых разногласий с Юлей. После очередного распада «Тату», певица продолжила сольную карьеру и в середине марта выпустила первый физический live-CD под названием European Fan Weekend 2013. 24 марта Катина выпустила трек «Century» совместно с группой Re: boot (ex-Cinema Bizarre). 7 апреля вышла совместная композиция Лены Катиной и Юлии Волковой «Любовь в каждом мгновении», записанная в феврале при участии российского рэпера Лигалайза и американского битбоксера Майка Томпкинса. Слова к песне написали Елена Кипер и Лигалайз. Композиция вошла в саундтрек фильма «Близко, но далеко».
В начале октября певица выпустила сингл «Who I Am», который записывался в Стокгольме и Лос-Анджелесе. 22 октября состоялась премьера клипа на эту песню, режиссёром которого выступил
Джейсон Уиш. 18 ноября Катина представила дебютный сольный англоязычный альбом This Is Who I Am, в который вошли 13 композиций, в частности, синглы «Never Forget» и «Lift Me Up». Алексей Мажаев в своей рецензии для InterMedia отметил, что несмотря на высокое качество музыкального материала, пластинке не хватает «привязчивых песен и хитовых мелодий». Критик высоко оценил лирические композиции, такие как «Who I Am», «The Beast (Inside of You)» и «An Invitation», но по его мнению, «более темповые песни» «напоминают о репертуаре „Тату“, только без наглости, характерной для девичьего дуэта под предводительством безбашенного продюсера Шаповалова». Рецензент заключил, что «придумать что-то столь же цепляющего для своего сольного творчества Лене Катиной пока не удалось».
12 марта 2015 года на YouTube-канале Катиной состоялась премьера клипа на песню «An Invitation».
В начале июля 2016 года певица представила испаноязычную версию дебютного альбома, получившую название Esta Soy Yo. Алексей Мажаев высказал мнение, что песни на диске абсолютно те же, что и на This Is Who I Am, но от смены языка, по мнению рецензента, «кардинально ничего не меняется». Критик отметил, что «бесспорная качественность пластинки, как ни странно, не идёт ей на пользу», и что «если сравнивать альбом Лены Катиной с самыми раскрученными образцами испаноязычной поп-музыки, песни с Esta Soy Yo с натяжкой можно определить в категорию „не хуже“, но при всём желании не удастся найти, в чём они превосходят хиты, к примеру, Шакиры». Однако, по словам журналиста, в альбоме есть песни, «которые при условии горячих ротаций слушателям захочется подхватить». К таковым он отнёс треки «Caminando en el Sol», «La Bestia», «Quédate» и «Perdida en el Baile».
Работа над сольным проектом была приостановлена, но клипы «An Invitation» и «Golden Leaves» были положительно оценены критиками и получили несколько наград на кинофестивалях в Америке (см. раздел «Награды»).

#### 2018—настоящее время: «Моно», «Манекен» и телевизионные шоу
6 марта 2018 года Катина выпустила песню «После нас», посвящённую группе «Тату». 8 августа того же года состоялся релиз сингла «Косы», а 12 сентября вышел трек «Макдоналдс». 6 ноября на официальном канале Катиной в YouTube был представлен видеоряд на эту композицию. 14 декабря Катина выпустила сингл «Куришь», который написала украинская певица и автор песен Ана Бастон.
26 июля 2019 года Катина выпустила первый русскоязычный альбом под названием «Моно», в который вошли 8 треков. Алексей Мажаев отметил, что в композициях «Моно» можно услышать намёки на творчество группы «Тату», «но отличий всё же больше». По мнению рецензента, из вокала певицы «практически полностью ушла взвинченная подростковая звонкость — теперь это красивый голос взрослой женщины, никак не ассоциирующийся с проектом „Тату“», а стиль Лены Катиной «от молодёжной попсы перемещается в сторону спокойной поп-эстрады». Мажаев также подчеркнул, что несмотря на несколько удачных треков («Моно», «Стартрек», «Мы танцуем», «После нас»), «они пока не ассоциируются с исполнительницей, и это чуть сильнее затруднит для Лены Катиной расставание с прошлым».
14 февраля 2020 года Катина выпустила сингл «Вирус». Автором композиции выступил Анатолий Алексеев. Весной того же года певица выступала в шоу «Маска», российской адаптации «The Masked Singer», в костюме Паука. 22 мая исполнительница представила песню «Убей меня нежно», приуроченную к празднованию 19-летия дебютного альбома «Тату» «200 по встречной».
28 апреля 2023 года вышел русскоязычный EP «Манекен», в который вошли 5 треков. С мини-альбома было выпущено три сингла: «Такси», «Белла чао» и «Шагать в никуда».
В 2024 году Катина принимала участие в третьем сезоне музыкального шоу «Аватар» на НТВ в образе Дриады. Этот персонаж был раскрыт в выпуске шоу от 8 декабря 2024 года.

## Личная жизнь
Катина несколько лет жила и работала в Лос-Анджелесе. В 2015 году она вернулась в Москву, где родила своего первого ребёнка — сына Александра.
- Первый муж — словенский рок-музыкант Сашо Кузманович, 3 августа 2013 года[62] сыграли свадьбу[63]. Свадьбу отпраздновали в двух странах: на родине Сашо — в Словении и на родине Лены — в России[64]. Впоследствии развелись[65].
  - Сын Александр (род. 22 мая 2015 года)[66].
- 16 июня 2022 года Катина вышла замуж за бизнесмена Дмитрия Спиридонова[67][68][69]. В начале ноября 2022 года стало известно, что в 2023 году у пары родится ребёнок[70].
  - Сын Демьян (род. 11 июля 2023 года)[71].

По её собственным словам — православная христианка, регулярно ходит в церковь. «Евангелие» и «Несвятые святые» архимандрита Тихона — настольные книги.

## Дискография

### Сольно

#### Студийные альбомы
На английском языке
| Название         | Информация                                                                             |
| ---------------- | -------------------------------------------------------------------------------------- |
| This Is Who I Am | - Релиз: 18 ноября 2014 - Лейбл: Katina Music Inc. - Формат: CD • Цифровая дистрибуция |

На испанском языке
| Название    | Информация                                                                          |
| ----------- | ----------------------------------------------------------------------------------- |
| Esta Soy Yo | - Релиз: 1 июля 2016 - Лейбл: Katina Music Inc. - Формат: CD • Цифровая дистрибуция |

#### Мини-альбомы
На русском языке
| №                   | Название            | Длительность |
| ------------------- | ------------------- | ------------ |
| 1.                  | «Моно»              | 3:15         |
| 2.                  | «Ближе»             | 3:22         |
| 3.                  | «Косы»              | 2:54         |
| 4.                  | «Куришь»            | 3:40         |
| 5.                  | «Стартрек»          | 4:03         |
| 6.                  | «Мы танцуем»        | 3:15         |
| 7.                  | «Макдоналдс»        | 3:18         |
| 8.                  | «После нас»         | 3:17         |
| Общая длительность: | Общая длительность: | 25:84        |

| №                   | Название                     | Длительность |
| ------------------- | ---------------------------- | ------------ |
| 1.                  | «Вирус» (Acoustic Version)   | 2:54         |
| 2.                  | «Ближе» (Acoustic Version)   | 3:12         |
| 3.                  | «Моно» (Acoustic Version)    | 3:00         |
| 4.                  | «Никогда» (Acoustic Version) | 2:38         |
| Общая длительность: | Общая длительность:          | 11:04        |

| №                   | Название            | Длительность |
| ------------------- | ------------------- | ------------ |
| 1.                  | «Остров»            | 2:53         |
| 2.                  | «Такси»             | 2:54         |
| 3.                  | «Белла чао»         | 2:38         |
| 4.                  | «Одна ночь»         | 2:35         |
| 5.                  | «Шагать в никуда»   | 2:56         |
| Общая длительность: | Общая длительность: | 12:36        |

#### Синглы
| Название                         | Альбом           | Дата релиза | Год  |
| -------------------------------- | ---------------- | ----------- | ---- |
| «Never Forget»                   | This Is Who I Am | 4 августа   | 2011 |
| «Lift Me Up»                     | This Is Who I Am | 24 сентября | 2013 |
| «Who I Am»                       | This Is Who I Am | 7 октября   | 2014 |
| «An Invitation»                  | This Is Who I Am | 18 ноября   | 2014 |
| «Levántame»                      | Esta Soy Yo      | 1 июля      | 2016 |
| «Silent Hills» (feat. Jus Grata) | без альбома      | 22 октября  | 2017 |
| «После нас»                      | МОНО             | 4 марта     | 2018 |
| «Косы»                           | МОНО             | 3 августа   | 2018 |
| «Макдоналдс»                     | МОНО             | 12 сентября | 2018 |
| «Куришь»                         | МОНО             | 14 декабря  | 2018 |
| «Стартрек»                       | МОНО             | 12 апреля   | 2019 |
| «Моно»                           | МОНО             | 8 июня      | 2019 |
| «Никогда»                        | без альбома      | 1 ноября    | 2019 |
| «Вирус»                          | без альбома      | 14 февраля  | 2020 |
| «Убей меня нежно»                | без альбома      | 22 мая      | 2020 |
| «Cry Baby»                       | без альбома      | 11 сентября | 2020 |
| «Nevermind»                      | без альбома      | 20 ноября   | 2020 |
| «Из темноты»                     | без альбома      | 11 июня     | 2021 |
| «Stay The Same»                  | без альбома      | 24 декабря  | 2021 |
| «Такси»                          | Манекен — EP     | 27 января   | 2023 |
| «Белла чао»                      | Манекен — EP     | 28 апреля   | 2023 |
| «Маяк»                           | TBA              | 6 декабря   | 2024 |
| «Шагать в никуда»                | Манекен — EP     | 29 декабря  | 2024 |
| «Беги или останься»              | TBA              | 4 апреля    | 2025 |

#### Промосинглы
| Название            | Альбом           | Год  |
| ------------------- | ---------------- | ---- |
| «Keep On Breathing» | без альбома      | 2011 |
| «Just A Day»        | This Is Who I Am | 2013 |
| «Fed Up»            | This Is Who I Am | 2014 |

#### Как приглашённый артист
| Название                                                                               | Альбом                                  | Год  |
| -------------------------------------------------------------------------------------- | --------------------------------------- | ---- |
| «Guardian Angel» («Abandon All Ships» feat. Lena Katina)                               | Geeving                                 | 2010 |
| «Tic-Toc» («Belanova» feat. Lena Katina)                                               | Sueño Electro II                        | 2011 |
| «Melody» (Clark Owen feat. Lena Katina)                                                | неальбомный сингл                       | 2012 |
| «Shot» / «Я буду рядом» (T-Killah feat. Lena Katina)                                   | BOOM                                    | 2013 |
| «Paradise (Run Away With Me Forever)» (макси-сингл) (Sergio Galoyan feat. Lena Katina) | неальбомный сингл                       | 2013 |
| «It’s Christmas Time» (Orbit Monkey feat. Lena Katina)                                 | It’s Christmas Time — EP                | 2013 |
| «Century» («Re:boot» feat. Lena Katina)                                                | неальбомные синглы                      | 2014 |
| «Любовь в каждом мгновении» (Юля Волкова, Лигалайз, Mike Tompkins feat. Lena Katina)   | неальбомные синглы                      | 2014 |
| «Golden Leaves» (Noemi Smorra feat. Lena Katina)                                       | Trasparente — EP                        | 2015 |
| «Here I Go Again» (Daddy Mercury feat. Lena Katina)                                    | неальбомный сингл                       | 2017 |
| «Новый год» (Оксана Почепа feat. Lena Katina & NLO)                                    | Баба Яга спасает Новый год — Soundtrack | 2024 |

## Видеография

### Сольно
| Название                     | Альбом           | Режиссёр                            | Год  |
| ---------------------------- | ---------------- | ----------------------------------- | ---- |
| - Never Forget               | This Is Who I Am | James Cox                           | 2011 |
| - Lift Me Up                 | This Is Who I Am | David Lehre                         | 2013 |
| - Who I Am                   | This Is Who I Am | Jason Wisch                         | 2014 |
| - An Invitation              | This Is Who I Am | Livia Alcalde & Francesco Sperandeo | 2015 |
| - Levántame                  | Esta Soy Yo      | David Lehre                         | 2016 |
| - После нас                  | МОНО             | Стас Скиба                          | 2018 |
| - Макдоналдс (Мукбанг видео) | МОНО             | Ольга Руденко                       | 2018 |
| - Cry Baby                   | без альбома      | Ольга Руденко                       | 2020 |
| - Такси                      | Манекен — EP     | Константин Черепков (SEVER)         | 2023 |
| - Белла чао                  | Манекен — EP     | Константин Черепков (SEVER)         | 2023 |
| - Шагать в никуда            | Манекен — EP     | Константин Черепков (SEVER)         | 2024 |

#### Как приглашённый артист
| Название                                                                            | Альбом           | Режиссёр                            | Год  |
| ----------------------------------------------------------------------------------- | ---------------- | ----------------------------------- | ---- |
| - Tic-Toc Belanova feat. Lena Katina                                                | Sueño Electro II | Daniel Robles                       | 2011 |
| - Melody Clark Owen feat. Lena Katina                                               | без альбома      | Jason Wisch                         | 2013 |
| - Shot / Я буду рядом T-Killah feat. Lena Katina                                    | BOOM             | ChopChop                            | 2014 |
| - Любовь в каждом мгновении Юля Волкова, Лигалайз и Mike Tompkins feat. Lena Katina | без альбома      | Elena Kiper                         | 2015 |
| - Golden Leaves Noemi Smorra feat. Lena Katina                                      | Trasparente — EP | Livia Alcalde & Francesco Sperandeo | 2016 |

## Фильмография
| Год  |     | Название                                       | Роль             |
| ---- | --- | ---------------------------------------------- | ---------------- |
| 2011 | ф   | Ты и я                                         | камео            |
| 2014 | мф  | Феи: Загадка пиратского острова                | голос феи Зарины |
| 2014 | кор | Близко, но далеко (альманах «Прицел купидона») | купидон          |
| 2024 | док | Со всеми бывает                                | камео            |

## Награды

### Клип «Never Forget»
- 2011, Best music video 2011 (MTV Russia)

### Клип «An Invitation»
- 2015, Best soft rock — фестиваль короткометражного кино и музыкальных видеоклипов «Apex» (Миннесота)
- 2015, Platinum winner — International Independent Film Awards (Калифорния)
- 2015, Best video — фестиваль The Accolade Award USA

### Клип «Golden Leaves»
- 2015, фестиваль короткометражных фильмов «Best Shorts Competition» (Калифорния)
- 2015, Best video — European Film Festival (Берлин)